# Umspannwerk Hradec
Koordinaten: 50° 20′ 46″ N, 13° 19′ 43″ O

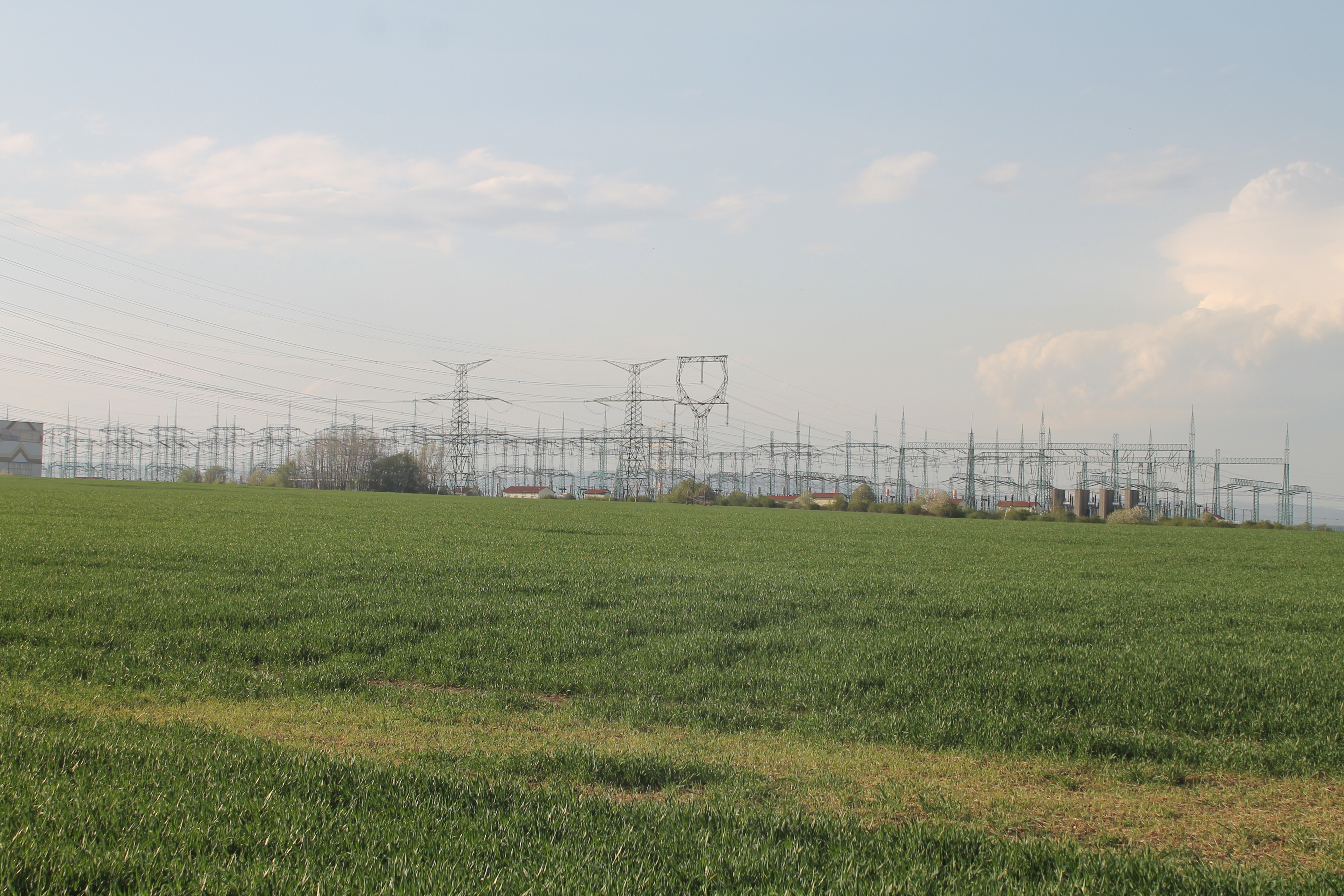
Umspannwerk Hradec

Das Umspannwerk Hradec (tschech. přep. stanice Hradec) ist ein wichtiges Umspannwerk zwischen der 220-kV- und 400-kV-Ebene im Stromnetz der Tschechischen Republik. Es befindet sich bei Hradec u Kadaně in Nordböhmen. In Hradec werden die von den umliegenden Braunkohlekraftwerken ausgehenden Hochspannungsleitungen zusammengeführt, und es wird die Lastverteilung vorgenommen.
Hradec ist Ausgangspunkt von zwei Hochspannungsleitungen nach Deutschland, und zwar einer 400-kV-Leitung nach Röhrsdorf in Sachsen und einer 400-kV-Leitung nach Etzenricht in der Oberpfalz in Bayern. Die Übertragungskapazität der Leitung nach Röhrsdorf, welche 1976 in Betrieb ging, beträgt 2640 MW. Die frühere in den 1950er Jahren errichtete 220-kV-Leitung nach Zwönitz existiert nicht mehr. Direkte Einspeisungen bestehen von den Kraftwerken Tušimice und Prunéřov auf der 400-kV-Ebene.
Bemerkenswert ist, dass die 400-kV-Leitung nach Etzenricht zwischen der Sammelschiene und dem Abspannportal als Erdkabel ausgeführt ist, möglicherweise als einzige 400-kV-Leitung in Tschechien.
400-kV-Leitungen bestehen nach:
- Röhrsdorf (zwei Systeme)
- Etzenricht (ein System)
- Řeporyje (ein System)
- Mírovka (ein System)
- Chrást (ein System)
- Výškov (ein System)

220-kV-Leitungen bestehen nach:
- Vítkov (zwei Systeme)
- Výškov (zwei Systeme)